# Nyctidromus
Genre
Nyctidromus est un genre d'oiseaux de la famille des Caprimulgidés.

## Liste des espèces
Selon la classification de référence du Congrès ornithologique international (version 6.4, 2016) :
- Nyctidromus albicollis — Engoulevent pauraqué (Gmelin, JF, 1789)
  - Nyctidromus albicollis insularis Nelson, 1898
  - Nyctidromus albicollis merrilli Sennett, 1888
  - Nyctidromus albicollis yucatanensis Nelson, 1901
  - Nyctidromus albicollis gilvus Bangs, 1902
  - Nyctidromus albicollis albicollis (Gmelin, JF, 1789)
  - Nyctidromus albicollis derbyanus Gould, 1838
- Nyctidromus anthonyi — Engoulevent d'Anthony (Chapman, 1923)